# Cái chết được báo trước
Cái chết được báo trước (tiếng Anh: Death Becomes Her) là một bộ phim điện ảnh thuộc thể loại hài kịch đen xen lẫn với tình cảm - chính kịch - kỳ ảo của điện ảnh Mỹ ra mắt năm 1992 do Robert Zemeckis làm đạo diễn kiêm đồng sản xuất với phần kịch bản do Martin Donovan và David Koepp chắp bút. Bộ phim có sự tham gia của dàn diễn viên chính gồm Meryl Streep, Bruce Willis, Goldie Hawn và Isabella Rossellini.
Phim lần đầu công chiếu tại các cụm rạp trên toàn nước Mỹ từ ngày 31 tháng 7 năm 1992. Dù nhận về những lời đánh giá trái chiều từ các nhà phê bình phim, bộ phim vẫn có một hành trình doanh thu thuận lợi khi đã thu về $149 triệu từ kinh phí sản xuất chỉ vỏn vẹn $55 triệu, và đồng thời còn ẵm giải Hiệu ứng hình ảnh xuất sắc nhất tại Giải Oscar lần thứ 65.
Vào thời điểm ra mắt bộ phim, bộ phim đã nhận được một lượng khán giả trung thành để theo dõi tác phẩm, nhất là những khán giả thuộc cộng đồng LGBT.